# Jacques Van Gingelen
Jacques Van Gingelen, né à Borgerhout, section de la ville d'Anvers, le 24 juin 1810 et mort au même lieu en 1869, est un peintre, graveur, lithographe, et dessinateur belge. Il est connu pour ses paysages, ses marines et ses représentations animalières.
Au Salon de Bruxelles de 1836, il obtient une médaille de bronze. Ses gravures sont conservées au Rijksmuseum Amsterdam. 

## Biographie

### Famille
Jacques Van Gingelen, né à Borgerhout le 24 juin 1810, est le fils de Jacob Joannes Van Gingelen (1752-1811), maître boucher, et de Joanna Moorkens (1775-1810). Sa mère meurt en mettant au monde son fils qui devient également orphelin de père, sept mois plus tard. Il est élevé par son oncle Jean Corneille Van Gingelen, raffineur de sel à Borgerhout. Jacques Van Gingelen épouse à Anvers le 29 octobre 1845 Isabella Cornelia De Loecker, née à Ninove le 5 décembre 1822,.

### Formation
De 1827 à 1831, Jacques Van Gingelen est l'élève de Joseph Moerenhout, peintre animalier et paysagiste. 
En 1829, Jacques Van Gingelen effectue un séjour de trois mois aux Pays-Bas. À partir de 1830, il séjourne durant tous les hivers à Paris, où il est en contact avec le peintre mariniste Eugène Lepoittevin. Ensuite, il visite la Normandie (1835), Londres, l'Écosse et la Grande-Bretagne (1837), et, peu après, l'Allemagne qui inspirent ses œuvres ultérieures,.

### Carrière
Pour la première fois, Jacques Van Gingelen expose au Salon de Gand de 1832 et fait appel à son professeur Joseph Moerenhout qui dessine les figures de son paysage, puis il participe au Salon de Bruxelles de 1833. Il obtient une médaille de bronze au Salon de Bruxelles de 1836, et deux de ses tableaux sont achetés par le roi Léopold Ier, à l'issue du Salon de Bruxelles de 1845 : Plage, soleil couchant et Clair de Lune.
Il forme les peintres Égide Linnig, Henri Daniel Verbeeck, Louis De Winter et Alexander Schaepkens.
Absent lors des expositions triennales belges et européennes après 1852, Jacques Van Gingelen, jadis fécond dans son art, devient marchand de tableaux et collectionneur de tableaux anciens et modernes, de même que de porcelaines de Chine et d'antiquités. Ses collections de porcelaines ont été exposées à Saint-Pétersbourg.
Jacques Van Gingelen meurt, à l'âge de 59 ans, en 1869 à Borgerhout. Par testament du 27 mai 1867, il lègue des porcelaines et des terres d'une valeur élevée à l'église Notre-Dame de Borgerhout.  Sa succession comprend quelque 122 œuvres d'artistes, dont des toiles de Rembrandt, David Teniers, Hans Holbein le Jeune, Jacob Jordaens et Paul Véronèse. De même que des tableaux de Balthasar Ommeganck, Gustave Wappers, Louis Gallait, Ferdinand de Braekeleer, Eugène Verboeckhoven, Louis Robbe, Égide Linnig,… vendus en vente publique le 2 mai 1870.

## Œuvre

### Caractéristiques

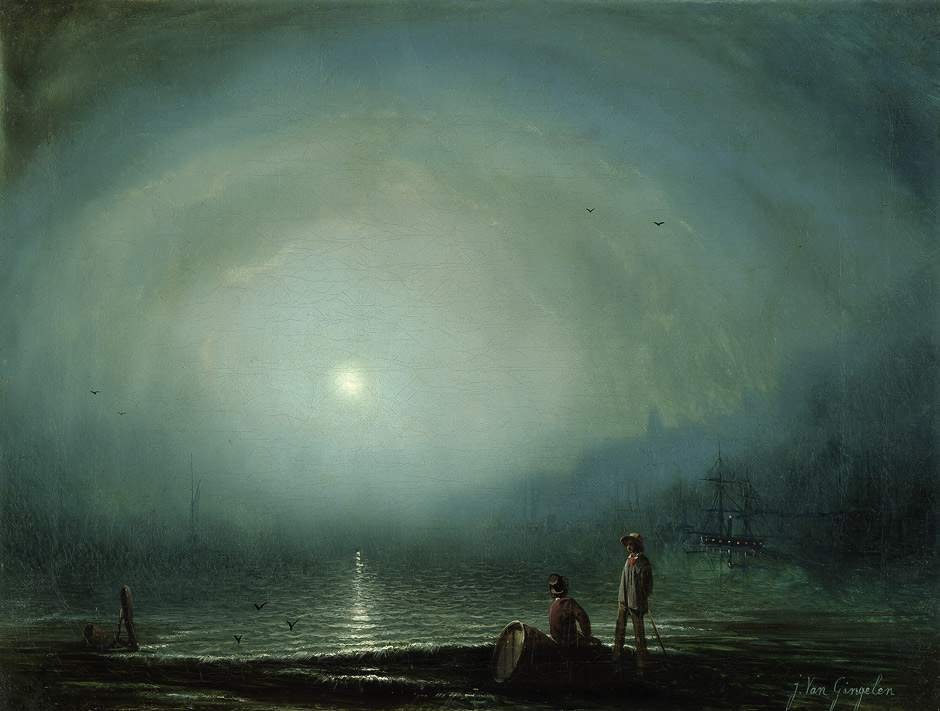
Nuit de pleine lune sur une baie, avec des personnages et navires ancrés à droite.

Son champ pictural couvre essentiellement les marines, les paysages et la peinture animalière (essentiellement des chevaux et des études de chiens, de même qu'un Paysage aux deux ânes). Le coloris de ses œuvres est fin et simple, à l'image de leur auteur. Il laisse également de nombreuses lithographies reproduisant ses tableaux et ses études qu'il publie, réunies dans deux albums, en 1845 et 1849.
Au Salon de Bruxelles de 1836, le critique Louis Alvin regrette que Jacques Van Gingelen, à l'instar de nombreux artistes français et belges, suivent les peintres Eugène Isabey et Théodore Gudin. Cependant, son paysage Vue dans les Ardennes, présente de jolis bouquets d'arbres, un ciel délicatement traité, une vigueur de ses figures et ses premiers plans. Le tableau a le mérite de constituer une exception et indique que Van Gingelen entre dans une voie meilleure, tandis que ses Côtes d'Angleterre sont d'un effet assez piquant, mais peintes avec négligence.

### Expositions

#### Belgique
- Salon de Gand (XV) de 1832 : Deux moulins, effet du soleil couchant (figures de Joseph Moerenhout) et Halte de voyageurs[8].
- Salon de Bruxelles de 1833 : Un camp de cosaques, Chariot de foin, Vue près d'Anvers, Voiture passant un ponton et Halte de voyageurs[9].
- Salon d'Anvers de 1834 : La Boutique du maréchal, Le Bœuf gras, Paysage avec des chasseurs, Intérieur d'une écurie, Une marine, Une petite marine et Un camp de cosaques[10].
- Salon de Gand (XVI) de 1835 : Vue de Dunkerque, Halte de chasseurs, Scène de pêcheurs, soleil levant Scène de pêcheurs, soleil couchant, Vue prise entre Theux et Spa et Vue de Calais[11].
- Salon de Bruxelles de 1836 : médaille de bronze, Vue prise dans les Ardennes, Vue prise en Belgique, Vue prise sur les côtes de France et Côtes d'Angleterre[12].
- Salon d'Anvers de 1837 : Le Crépuscule, Vue sur une côte de France, Vue de Boulogne-sur-Mer, Vue prise entre Theux et Spa, Vue sur une côte d'Angleterre et Paysage[13].
- Salon de Gand (XVII) de 1838 : Vue de la ville d'Anvers, prise de la Tête de Flandre, Le Crépuscule, Paysage, Cheval blanc dans l'intérieur d'une écurie et Soleil couchant[14].
- Salon d'Anvers de 1840 : Vue prise sur la côte de France, L'Attente de la pêche et Costumes du temps de Louis XIII[15].
- Salon de Gand (XVIII) de 1841 : Plage, crépuscule, Vue prise sur la Meuse et Vue prise sur la côte d'Angleterre[16].
- Salon de Bruxelles de 1842 : Vue prise sur les côtes de France, Hiver, autre Hiver, Vue prise dans les polders d'Anvers, Paysage avec animaux, autre Paysage avec animaux et Hiver[17].
- Salon d'Anvers de 1843 : Un hiver, Paysage avec animaux, Le Crépuscule et Vue prise sur la côte d'Angleterre[18].
- Salon de Bruxelles de 1845 : Plage, soleil couchant, Clair de lune (achetés par le roi), La Ville d'Anvers, vue prise de la Tête de Flandre, Paysage avec bestiaux, Hiver, paysage et Soleil levant, brouillard[19].
- Salon d'Anvers de 1846 : deux œuvres intitulées Clair de lune[20].
- Salon d'Anvers de 1849 : Une plage, soleil couchant, Vue de Normandie avec falaise et Paysage avec bestiaux[21].
- Salon d'Anvers de 1852 : deux œuvres intitulées Paysage au clair de lune[22].

#### France
- Salon de Paris de 1841 : Paysage maritime, Luxe et indigence, Vue prise sur la côte de France, Costumes du temps de Louis XIII et Costumes du temps de Louis XV[23].

#### Pays-Bas
- Exposition des maîtres vivants de La Haye en 1841 : Le Rocher de Shakespeare et La Plage de Dieppe avec figures du temps de Louis XV[24].
- Exposition des maîtres vivants d'Amsterdam en 1842 : Une vue sur la plage, les vêtements et tissus de l'époque de Louis XIII[24].
- Exposition des maîtres vivants de La Haye en 1843 : Un paysage avec un taureau et Un paysage avec une vache couchée[24].
- Exposition des maîtres vivants de Rotterdam en 1844 : Un hiver, étoffé de figures[24].
- Exposition des maîtres vivants de La Haye en 1845 : Une scène de plage et Une vue d'hiver[24].
- Exposition des maîtres vivants d'Amsterdam en 1846 : Un paysage et Vue de la côte française, au soleil couchant[24].
- Exposition des maîtres vivants d'Amsterdam en 1852 : Une vue de plage et Un lac en Écosse[24].

### Galerie de gravures conservées au Rijksmuseum

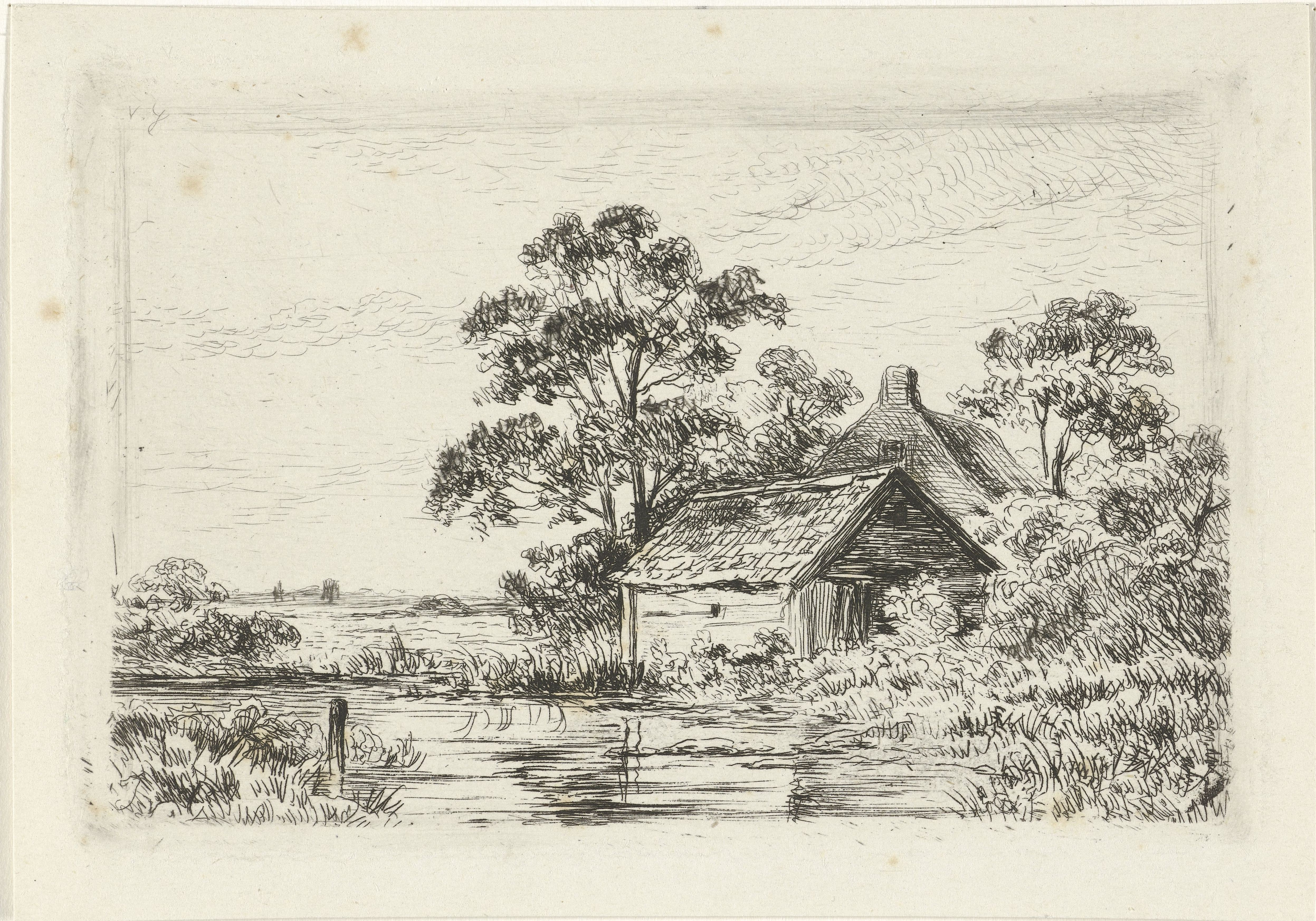
Paysage avec une ferme.
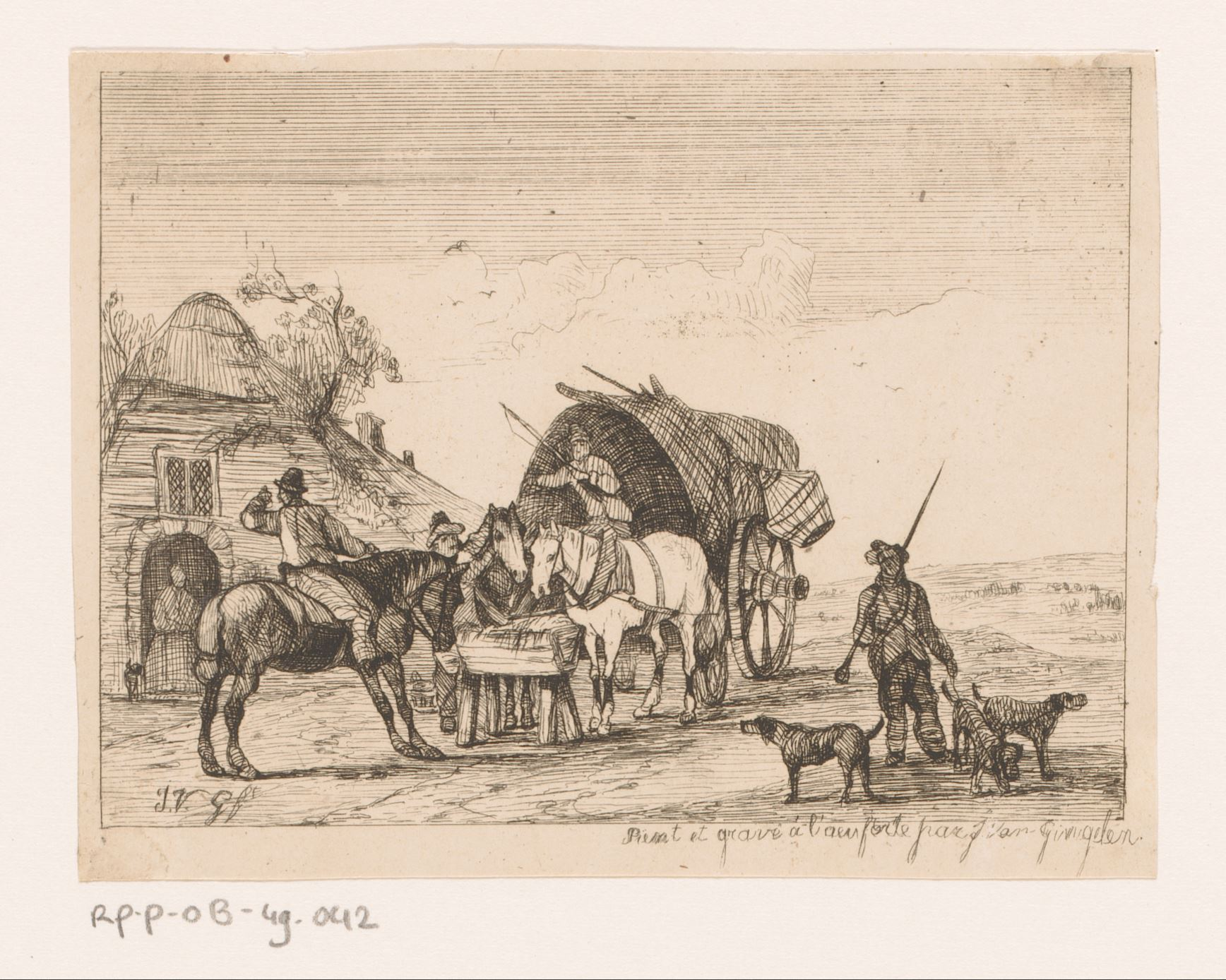
Chevaux à la mangeoire avec charrette, cavaliers et chasseur avec chiens.
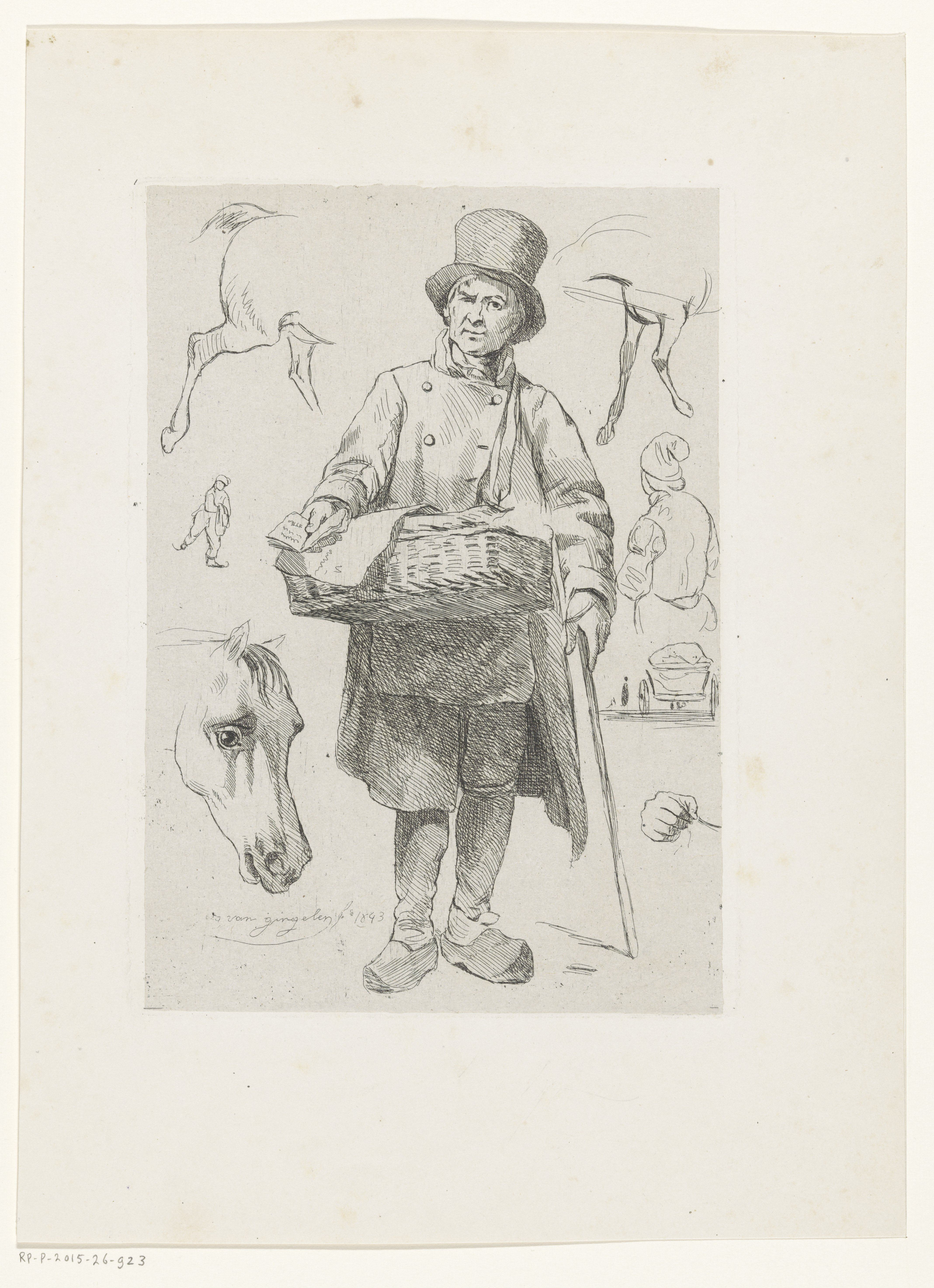
Vendeur ambulant de livres ou d'almanachs (eau-foete, 1843).
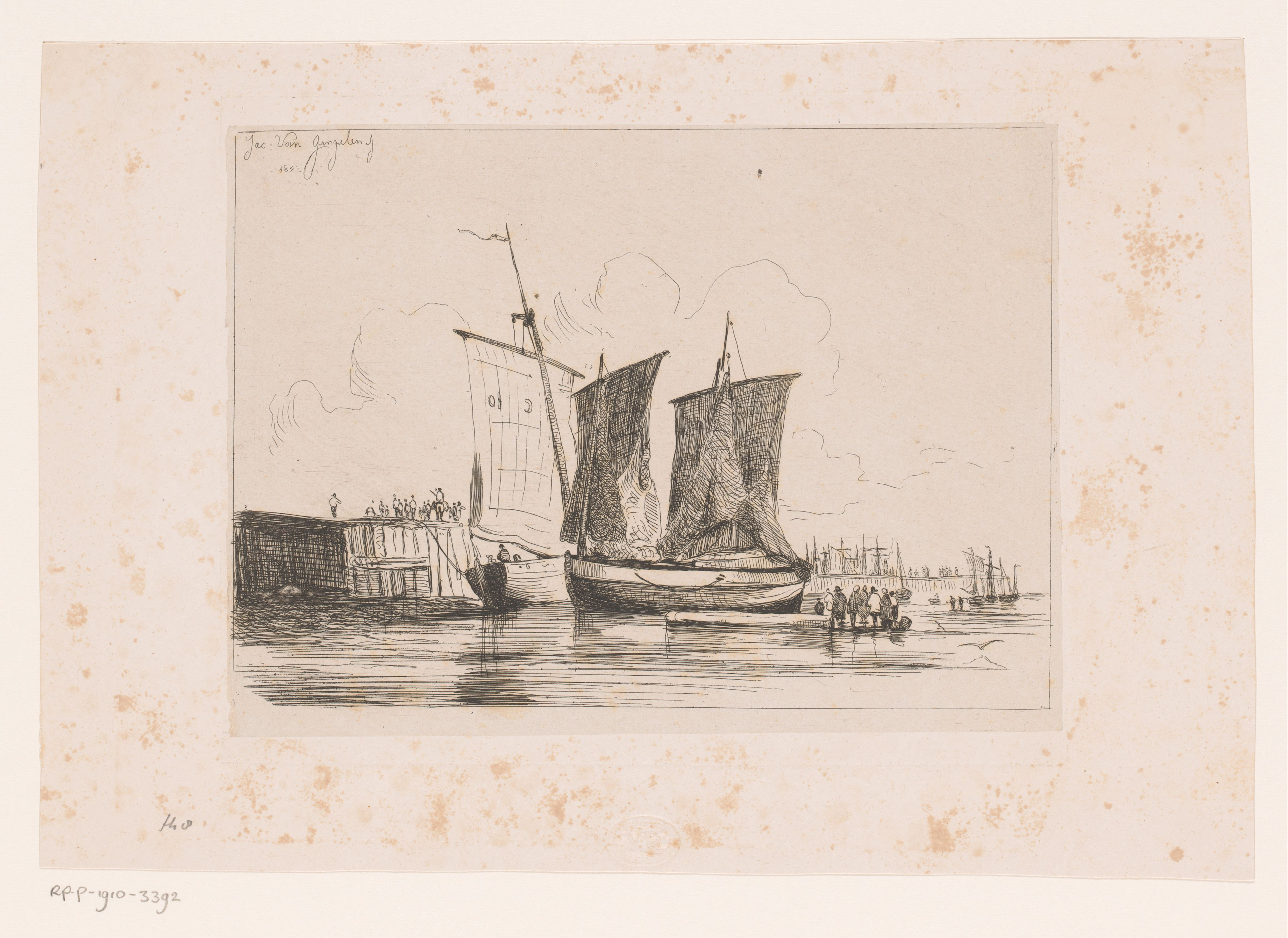
Deux voiliers le long du quai (1840-1849).

### Collection muséale
- Rijksmuseum Amsterdam : 37 lithographies, eaux-fortes, dessins[25].